# Confide
Confide war eine 2004 gegründete Post-Hardcore-Band aus der kalifornischen Großstadt Los Angeles. Sie löste sich 2010 auf, fand zwei Jahre später nochmals zusammen und spielte 2013 wieder Konzerte. Allerdings ist der aktuelle Status der Band ungewiss.
In ihrer aktiven Karriere zwischen 2004 und 2010 erschienen zwei EPs und zwei Studioalben: Die 2005 und 2006 veröffentlichten EPs Innocence Surround und Introduction erschienen jeweils in Eigenproduktion. Nach einer Unterschrift bei Science Records erfolgte 2008 die Herausgabe des Debütalbums Shout the Truth, welches ein Jahr später bei Tragic Hero Records neu aufgelegt wurde. Über Tragic Hero erschien 2010 das zweite Album Recover. Nach ihrer zwischenzeitlichen Trennung erschien 2013 das dritte Album All Is Calm, welches mithilfe von Crowdfunding erfolgreich finanziert wurde.
Gründer der Band waren der Gitarrist Aaron Van Zutphen, Schlagzeuger Jason Pickard und Sänger John Plesh, welche jedoch vor der Trennung der Gruppe bereits nicht mehr bei Confide spielten. Die letzte Besetzung bestand aus Sänger Ross Kenyon, Gitarrist Jeffrey Helberg, Hintergrundsänger und Leadgitarrist Joshua Paul, Schlagzeuger und Clean-Sänger Joel Piper, sowie aus dem Bassisten Trevor Vickers.
Zwischen 2004 und 2010 absolvierte die Gruppe hauptsächlich Konzertreisen in Nordamerika. Die Gruppe war allerdings auch in Australien, Neuseeland, Japan und im Vereinigten Königreich zu sehen. Eine Europatournee sowie Beteiligungen an Konzertreisen mit Miss May I und We Came as Romans indes mussten abgesagt werden. Den Sommer 2010 spielte die Gruppe auf der Warped Tour. Auf ihren absolvierten Konzertreisen trat die Gruppe unter anderem mit I Am Ghost, This Romantic Tragedy, Dream On, Dreamer, Pierce the Veil, Greeley Estates und In Fear and Faith auf.
Zunächst handelte es sich bei Confide um eine klassische Deathcore-Band. Mit dem Wechsel des Sängers änderte sich ihr Musikstil gravierend. Vergleichbar ist die Musik der Gruppe mit Blessthefall, The Amity Affliction, The Devil Wears Prada und We Came as Romans. Textlich verarbeitet die Band Themen wie Schmerz und Hoffnung gegenüber existenzieller Ängste. Zudem sind die Liedtexte christlich angehaucht.

## Geschichte

### Erste Jahre und erste Veröffentlichungen
Confide wurde im August des Jahres 2004 von Sänger John Plesh, Schlagzeuger Jason Pickard und Leadgitarrist Aaron Van Zutphen in Sunland, einem Stadtteil der kalifornischen Metropole Los Angeles als Deathcore-Band gegründet. In ihrem Freundeskreis suchten die Musiker nach weiteren Bandmitglieder, welche mit dem Bassisten William Pruden und in den Rhythmusgitarristen Jeffrey Helberg gefunden werden konnten.
In dieser Besetzung brachte das Quintett im Juni 2005 mit Innocence Surround ihre erste EP in Eigenregie heraus. Danach verließ Schlagzeuger Pickard die Gruppe und wurde durch Jason Penton am Schlagzeug ersetzt. Ende des gleichen Jahres entschloss sich auch Sänger John Plesh die Gruppe zu verlassen. Nachdem die Gruppe monatelang vergeblich nach einem neuen Frontsänger gesucht hatten, fragte man Plesh, ob er für die Aufnahme ihrer zweiten EP wieder einsteigen könnte. Diese EP, die Introduction heißt, wurde schließlich mit Plesh als Sänger im August 2006, erneut in Eigenregie, veröffentlicht.
Ende 2006 wurde mit dem Engländer Ross Kenyon ein neuer Sänger gefunden. Kenyon spielte zuvor bei Penknivelofelife. Mit dem Einstieg von Kenyon änderte sich die Musik der Gruppe gravierend. Fast alle Einflüsse des Death Metal gingen verloren, sodass sich die Gruppe dem Metal- bzw. dem Post-Hardcore zuwandte. Allerdings war Kenyon bereits im Jahr 2007 gezwungen wieder ins Vereinigte Königreich zu reisen, um mit Penknivelofelive zu arbeiten. Nach einer Tournee mit And Their Eyes Were Bloodshot gab Kenyon bekannt bei Penknifelovelife auszusteigen um sich voll auf seine Arbeit mit Confide konzentrieren zu können. Kurz darauf löste sich Penknifelofelife auf. Ende 2006 stieg Penton aus, sodass die Gruppe erneut einen Schlagzeuger suchen mussten. Dieser wurde in Arin Ilejay gefunden, welcher heute bei Avenged Sevenfold spielt. Im Jahr 2007 tourte die Gruppe mit Greeley Estates.

### Unterschrift bei Science Records undShout the Truth
Nachdem die Gruppe einen Plattenvertrag mit Science Records abgeschlossen hatte, arbeitete die Gruppe an ihrem Debütalbum, dass Shout the Truth heißt und am 17. Juni 2008 veröffentlicht wurde. Den Rest des Jahres verbrachte die Gruppe mit touren um für das Album zu werben. Kurz nach der Veröffentlichung des Albums wurde das Plattenlabel von der Mutterfirma Warner Bros. Records aufgelöst, was nicht nur den Verlust des Plattenvertrages, sondern auch die Abwanderung des Gründungsmitglieds Aaron Van Zutphen und Schlagzeuger Ilejay zur Folge hatte. Letzterer sprang zunächst als Aushilfs-Schlagzeuger bei Avenged Sevenfold ein und wurde später fest übernommen.
Im April 2009 wurde die Gruppe schließlich von Tragic Hero Records unter Vertrag genommen und das Debütalbum neu aufgelegt. Außerdem konnte die Band in Joel Piper ein neuer Schlagzeuger und in Joshua Paul ein neuer Gitarrist gefunden werden, sodass die Band mit In Fear and Faith durch die Vereinigten Staaten touren konnten. Es folgte eine weitere Tournee mit This Romantic Tragedy.

### Recoverund zwischenzeitliche Trennung
Nachdem sich die Band im Januar 2010 von ihrem Bassisten William Pruden trennte und durch Trevor Vickers ersetzt wurde, ging die Gruppe ins Studio, um an ihrem zweiten Album zu arbeiten. Dieses heißt Recover und wurde am 18. Mai 2010 über Tragic Hero Records offiziell veröffentlicht. Zwischen dem 15. und 21. Mai 2010 spielte die Gruppe als Vorband für I Am Ghost im Vereinigten Königreich. Den Sommer verbrachte die Gruppe auf der Warped Tour.
Obwohl die Gruppe als Vorband für die Band of Brothers Tour von We Came as Romans gebucht wurde, trat diese die Tournee nicht an. Auch eine Support-Tournee für Miss May I, die Monument Tour ließ die Gruppe zunächst ohne Begründung ins Wasser fallen. Mehrere inzwischen gelöschte Meldungen auf Twitter gaben Preis, dass die Musiker die Gruppe auflösen wollten. Eine geplante Europatournee im Oktober 2010 indes fiel wegen verletzter Vertragsdetails seitens der zuständigen Konzertagentur ins Wasser. Am 4. Oktober 2010 gab die Gruppe bekannt, sich nach der Rückkehr von ihrer Australien- und Japan-Tournee mit Pierce the Veil nach wenigen Abschiedskonzerten im November 2010 aufzulösen. Das letzte Konzert fand am 7. November 2010 im kalifornischen Pomona statt.

### Reunion undAll Is Calm
Zwischenzeitlich formierte sich die Gruppe für einen Auftritt am 4. September 2011 auf dem Playground Festival im Hidden Valley Park in Irvine. Nachdem Ross Kenyon und Joel Piper zwischenzeitlich musikalische Nebenprojekte gestartet hatten, gab die Gruppe am 31. August 2012 bekannt sich, mit der letzten Besetzung vor der Trennung, wiederzuvereinigen. Die Gruppe startete am selben Tag eine Crowdfunding-Kampagne auf der Plattform Kickstarter, um die Produktion ihres dritten Albums zu finanzieren. Bereits wenige Tage nach dem Start der Kampagne erreichte die Band ihr Minimalziel von 30.000 US-Dollar. Am Ende der Kampagne verzeichnete das Projekt knapp 39.000 US-Dollar an Einnahmen. Das Album, das All Is Calm heißt, wurde am 30. Juli 2014 in Eigenregie veröffentlicht.

### Lifelong
Um das Jahr 2018 herum fanden sich die früheren Confide-Mitglieder Ross Kenyon (erneut als Vokalist), Joel Piper (am Schlagzeug) und Trevor Vickers (an der Gitarre) erneut zusammen und gründeten die Band Lifelong. Ihre erste EP Revive the Masses wurde am 1. Mai 2018 veröffentlicht und enthält mit den Songs
Yours Alone
Revive the Masses
Find a Way
Morning
Today
insgesamt fünf Tracks (Gesamtspieldauer: 17:55). Die EP erschien bei Red Letters Recording und ist bisher das einzige Machwerk der ehemaligen Confide-Bandmitglieder.

## Stil und Bekanntheit

### Musik und Texte
Zunächst spielte die Gruppe die klassische Variante des Deathcore. Nach einem Sängerwechsel von John Plesh zu Ross Kenyon wurden jegliche musikalischen Einflüsse des Death Metals durch ruhigere und melodische Songstrukturen ersetzt, sodass die Gruppe dem Metal- bzw. dem Post-Hardcore zugeordnet werden kann. Die Musik der Gruppe ist auf Recover vergleichbar mit Blessthefall, The Devil Wears Prada, We Came as Romans und The Amity Affliction. Auf dem Debütalbum Shout the Truth war der musikalische Sound der Gruppe zudem mit Oh, Sleeper vergleichbar. Der Musikstil wurde als Screamo mit einer Hardcore-Attitüde und einer technischen Schärfe von Underoath beschrieben.
Die Liedtexte der Gruppe sind zumeist christlich angehaucht.  Die Band schreibt hauptsächlich über Themen wie Schmerz und Hoffnung gegenüber existenziellen Ängsten.

### Bekanntheit
Obwohl die Gruppe klassische Elemente des Metal- bzw. Post-Hardcore aufgreift, blieb der große Erfolg – welche Genre-Mitstreiter wie We Came as Romans, Blessthefall und The Amity Affliction schon längst besitzen – aus. So konnte keines der drei bisher veröffentlichten Alben einen Platz in den offiziellen US-Albumcharts verzeichnen. Lediglich waren Platzierungen in den Heatseekers-, den Independent-Albums- und den Hard-Rock-Charts, welche allesamt vom US-amerikanischen Musikmagazin Billboard ermittelt werden, möglich.

## Diskografie

### EPs
- 2005: Innocence Surround
- 2006: Introduction

### Alben
- 2008: Shout the Truth (Science Records, 2009 über Tragic Hero Records neu aufgelegt)
- 2010: Recover (Tragic Hero Records)
- 2013: All Is Calm